# Кекен-Гранде
Кекен-Гранде (исп. Quequén Grande) — река в Аргентине, протекает по территории районов Бенито-Хуарес, Сан-Каетано, Лоберия и Некочеа провинции Буэнос-Айрес. Длина реки — 173 км. Площадь водосборного бассейна — 9370 км², его периметр равен 482 км.
Начинается как Синко-Ломас в болотах между городами Мария-Игнасия и Хуарес. Течёт сначала на юг через деревни Сан-Мартин, Сан-Никанор, Сан-Игнасио. Затем поворачивает на юго-восток, протекает через селения Агеррогойен, Мояно, Морадо, городок Ла-Галия. Впадает в Атлантический океан (Аргентинское море) между городами Кекен (на левом берегу реки) и Некочеа (на правом). В верховьях и низовьях течёт по равнине, в среднем течении — по долине с крутыми берегами.
Основные притоки — Арройо-Секо (лв), Тамангею (лв), Кекен-Чико (лв), Эль-Дульсе (лв), Пекадо-Кастигадо (пр), Калаверас (лв), Лос-Саусес (лв), Арройо-Медио-Кампо (лв).
Бассейн реки находится в природной зоне пампы. Растительность представлена видами ковыля, овсяницы и гречки. Также присутствуют костёр и перловник. Из животных отмечено обитание болотного и пампасного оленей, обыкновенного нанду, пумы, кошки Жоффруа, равнинной вискаши, южной горной свинки, парагвайской лисицы.
Климат — умеренный океанический, годовое количество осадков меняется в пределах от 800 мм в западной части бассейна до 700 в восточной.
Земли активно используются для выращивания пшеницы и иных зерновых культур, а также для выпаса скота.
В среднем течении реки найдена стоянка древних людей (археологический памятник Пасо-Отеро 5 — возраст 10500 лет; Пасо-Отеро 4 — 4500-7700 лет; Пасо-Отеро 3 — 3000-4500 лет). На Пасо-Отеро 5 обнаружены кости мегатериев, глиптодонов, гуанако в сочетании с каменными орудиями и оружием. На Пасо-Отеро 4 и Пасо-Отеро 3 преобладают кости нанду, гуанако, пампасного оленя, вискаши. В Занхон-Секо (датируется временем 3000 лет назад) найдена древнейшая в регионе керамика.